# Robur Tiboni Urbino Volley 2010-2011
Questa voce raccoglie le informazioni riguardanti la Robur Tiboni Urbino Volley nelle competizioni ufficiali della stagione 2010-2011.

## Organigramma societario
Area direttiva
- Presidente: Giancarlo Sacchi

Area tecnica
- Allenatore: François Salvagni
- Allenatore in seconda: Tommaso Barbato
- Assistente allenatore: Fabio Tisci
- Addetto statistiche: Paolo Giardinieri

Area sanitaria
- Medico: Enrico Recupero
- Fisioterapista: Lisa Baldelli
- Preparatore atletico: Simone Mencaccini

## Rosa
| N° | Nome                 | Ruolo | Data di nascita   | Nazionalità sportiva |
| -- | -------------------- | ----- | ----------------- | -------------------- |
| 1  | Ana Bianca Moldovan  | S     | 2 gennaio 1985    | Romania              |
| 2  | Francesca Bonciani   | P     | 25 maggio 1992    | Italia               |
| 3  | Ilaria Garzaro       | C     | 29 settembre 1986 | Italia               |
| 4  | Makare Desilets      | C     | 26 giugno 1976    | Stati Uniti          |
| 5  | Ludovica Dalia       | P     | 25 settembre 1984 | Italia               |
| 6  | Manuela Roani        | S     | 13 febbraio 1983  | Italia               |
| 7  | Valdonė Petrauskaitė | S     | 24 agosto 1984    | Lituania             |
| 8  | Giulia Leonardi      | L     | 1º dicembre 1987  | Italia               |
| 9  | Chiara Di Iulio      | S     | 5 maggio 1985     | Italia               |
| 10 | Jaline Prado         | S/O   | 27 dicembre 1979  | Brasile              |
| 13 | Manuela Di Crescenzo | P     | 21 marzo 1988     | Italia               |
| 17 | Renata Colombo       | S/O   | 25 febbraio 1981  | Brasile              |
| 18 | Chiara Lapi          | C     | 3 marzo 1991      | Italia               |